# التصنيف الدولي للأمراض

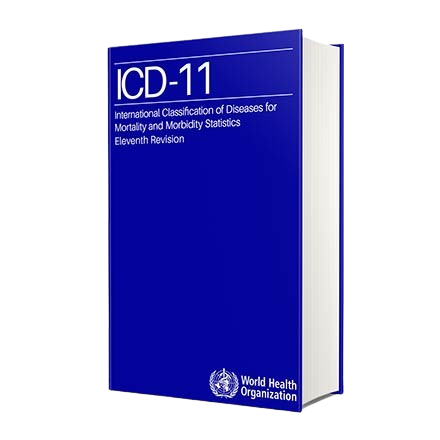
غلاف التصنيف الدولي للأمراض في طبعته الحادية عشرة

التصنيف الإحصائي الدولي للأمراض والمشاكل المتعلقة بالصحة واختصاره العالمي ICD هو تنصيف تقوم منظمة الصحة العالمية بنشره. يتم تصنيف الأمراض والأعراض والعلامات والمسببات على شكل شِفرات تتكون من 6 أرقام.
- وصف تفصيلى للأمراضِ والإصابات المعروفة.
- كل مرض (أَو مجموعة الأمراضِ ذات العلاقة) موصوف بكود (رمز) فريد.
- يستعمل حول العالم لإحصاءات الوفيات والمراضة.
- ينشر من قبل منظمة الصحة العالمية.
- براجع بشكل دوري كل 10 سنوات.
- وحالياً في طبعتِه العاشرة، المعروفة بالتصنيفِ الدوليِ للأمراضِ ICD-10..
- مترجم إلى 42 لغة.
- يوجد إصدارات معدلة حسب احتياجات الدول.مثل:
ICD-10CA كندا
ICD-10AM استرالياIreland, New Zealand, Slovenia, Samoa, Fiji,Romania
ICD-10PHI الفلبين
تاريخ ICD
| قرن سابع عشر   | احصائى انجليزى جونGraunt                       | صنف معدلات الوفاة حسب أسباب الوفاة                                          |
| قرن ثامن عشر - | عالم إحصاءاسترالىSauvages                      | حاولَ تَصنيف الأمراض بشكل منظّم"Nosologia Methodica "                          |
| 1853           | وليام – أول خبير إحصائي طبي William Farr       | تَشكيل قائمةِ دوليةِ لأسبابِ الوفاة                                             |
| 1893           | رئيس الخدماتِ الإحصائية Jacques Bertillon باريس | تصنيف Bertillon                                                             |
| 1920           | منظمة عصبة الأممِ                               | إدارةِ تصنيف أسبابِ الوفاة                                                    |
| 1946           | منظمة الصحة العالمية                           | أصبحت مسئولة عن التنقيح والنشر المستمر للتصنيف الاصدار 6 تضمن أسباب المراضة |
| 1975           | منظمة الصحة العالمية                           | ICD-9إصدار                                                                  |
| 1994           | منظمة الصحة العالمية                           | ICD-10إصدار                                                                 |
| 2007           | منظمة الصحة العالمية                           | last update                                                                 |

## والغرض من التصنيف
يسمح بالتسجيل والتحليل والتقييم والمقارنة بين بيانات الوفيات والمراضة التي جمعت من دول مختلفة أو مناطق مختلفة لنفس الدولة.
كما يسمح التصنيف بترجمة تشخيصات الأمراض والحالات الصحية إلى رموز يسهل معها تخزينها واسترجاعها وتحليل هذه البيانات.
هذه المعلومات يمكن أن تستعمل للأغراضِ المتعددة والتي تؤدى في النهاية إلى التطوير والتخطيط السليم في المجال الصحى.
يحتوى ICD-10 على ثلاثة أجزاء

## وصلات خارجية
- الموقع
- الموقع